# 다이워하우역
다이워하우 (중국어 정체자: 葵興, 광둥어 예일: Daaih wō háu, Tai Wo Hau) 역은 홍콩 지하철 췬완 선의 역이다. 췬완 역과 콰이힝 역 사이에 있으며, 췬완 구 콰이인쥔과 다이워하우 단지 근처에 자리잡고 있다. 이들 주택가는 원래 췬완에 자리해 있었으나 도시 개발로 인해 지금의 자리로 이동하였다.
다이워하우 역은 신가이에 들어선 최초의 지하철역이다. 그밖의 췬완 선 구간은 지상에 있거나 고가역 구조로 되어있다. 라이깅 역은 산기슭 사면을 뚫고 지은 역이라 지하역으로 보기엔 힘들고, 그밖의 지하역들도 다이워하우 역이 생긴 지 수년 후에야 들어셨다. 다이워하우 역은 주택가나 버스정류장과는 약간 떨어진 지점에 있기 때문에 그리 혼잡한 편은 아니다.

## 역사
다이워하우 역 부지는 원래 공원으로 쓰였다. 널말뚝 끝막이 내에 하부로부터 길이 280m, 너비 22m, 높이 15m의 승강장 구조물을 세워 만들었다. 다이워하우-콰이힝 구간 터널은 드릴폭파 공법으로 지어 1980년 7월에 완공됐다. 1984년 신가이 개발공사 측은 역 위의 원래 자리에 공원을 다시 설치하는 계약을 맺었으며 수년간의 공사 끝에 지금의 궉서이로 공원이 완성됐다.

## 역 구조
1번 승강장과 2번 승강장이 하나의 섬식 승강장에 있는 구조다.
| G         | 지상                       | 출구                          |
| L1        | 대합실                     | 고객센터, MTR샵               |
| L1        | 대합실                     | 자판기, ATM기                 |
| L2 승강장 | 승강장 2                   | → 췬완선 중완 방면 (콰이힝) → |
| L2 승강장 | 섬식 승강장, 오른쪽문 열림 |                               |
| L2 승강장 | 승강장 1                   | ← 췬완선 췬완 방면 (종착역)   |

## 출입구
- A: 허이파 뉴 빌리지, 함틴 빌리지, 호퍼이 빌리지, 궉서이 로, 프림로즈 힐
- B: 캐슬피크 로, 콰이인쥔, 콰이충 단지, 다이워하우 단지